# Reiner Albrecht
Reiner Gunnar Rudolf Albrecht, född 6 januari 1954 i Ystad, är en svensk tidigare barnskådespelare.
Albrecht spelade Eli ("jag") i TV-serien Bombi Bitt och jag (1968).